# Пенькова (Курская область)
Пенькова — упразднённая в 1992 году деревня Октябрьского района Курской области России. Входила на год упразднения в состав Филипповского сельсовета.

## География
Урочище находится в центральной части Курской области, в пределах Среднерусской возвышенности, в лесостепной зоне, на берегах ручья Рогозны (приток Сухой Рогозны в бассейне реки Рогозны), примерно в 2 км к югу от деревни Филиппова.

### Климат
Климат в местности, как и во всём районе, характеризуется как умеренно континентальный, с тёплым летом и умеренно холодной зимой. Среднегодовая температура воздуха — 5,7 °С. Средняя температура воздуха самого тёплого месяца (июля) — 18,7 °C (абсолютный максимум — 37 °С); самого холодного (января) — −9,3 °C (абсолютный минимум — −38 °С). Безморозный период длится около 152 дней в году. Среднегодовое количество атмосферных осадков составляет 563 мм, из которых большая часть выпадает в тёплый период. Снежный покров держится в течение 110—120 дней.

## История
До 1779 года деревня входила в состав Курицкого стана Курского уезда. В 1779—1924 годах в составе Фатежского уезда Курской губернии.
В 1862 году в казённой деревне Пенькова было 52 двора, проживало 353 человека (178 мужского пола и 175 женского).
В начале XX века Пенькова входила в состав Сдобниковской волости Фатежского уезда.
В 1937 году в деревне было 57 дворов.
Исключена из учётных данных 9 января 1992 года.

## Инфраструктура
Было личное подсобное хозяйство с зоной сельскохозяйственного использования, индивидуальная застройка усадебного типа. 

## Транспорт
Просёлочные дороги.